# 第24回ゴールデンラズベリー賞
第24回ゴールデンラズベリー賞は、第76回アカデミー賞授賞式前日の2004年2月28日にサンタモニカのシェラトン・ホテルで発表・授賞式が行われた。
最多ノミネート作品は『ジーリ』の9候補。以下、『ハットしてキャット』と『アメリカン・スター』がともに8候補と続く。最多受賞も『ジーリ』となり、合計6部門にわたって受賞を果たした。

## 受賞とノミネートの一覧
受賞は太字、それ以外はノミネートである。

### 最低作品賞
- The Real Cancun
- 『ハットしてキャット』
- 『ジーリ』
- 『チャーリーズ・エンジェル フルスロットル』
- 『アメリカン・スター』

### 最低男優賞
- ベン・アフレック - 『デアデビル』、『ジーリ』、『ペイチェック 消された記憶』
- キューバ・グッディングJr. - 『バナナ★トリップ』、『ファイティング・テンプテーションズ』、『僕はラジオ』
- ジャスティン・グアリーニ - 『アメリカン・スター』
- アシュトン・カッチャー - 『12人のパパ』、『ジャスト・マリッジ』、My Boss's Daughter
- マイク・マイヤーズ - 『ハットしてキャット』

### 最低女優賞
- ドリュー・バリモア - 『チャーリーズ・エンジェル フルスロットル、『おまけつき新婚生活』
- キャメロン・ディアス - 『チャーリーズ・エンジェル フルスロットル』
- ケリー・クラークソン - 『アメリカン・スター』
- アンジェリーナ・ジョリー - 『すべては愛のために』、『トゥームレイダー2』
- ジェニファー・ロペス - 『ジーリ』

### 最低助演男優賞
- アンソニー・アンダーソン - 『カンガルー・ジャック』
- アレック・ボールドウィン - 『ハットしてキャット』
- アル・パチーノ - 『ジーリ』
- シルヴェスター・スタローン - 『スパイキッズ3-D:ゲームオーバー』
- クリストファー・ウォーケン - 『ジーリ』、『カンガルー・ジャック』

### 最低助演女優賞
- レイニー・カザン - 『ジーリ』
- デミ・ムーア - 『チャーリーズ・エンジェル フルスロットル』
- ケリー･プレストン - 『ハットしてキャット』
- ブリタニー・マーフィ - 『ジャスト・マリッジ』
- タラ・リード - My Boss's Daughter

### 最低スクリーンカップル賞
- ベン・アフレック & ジェニファー・ロペス - 『ジーリ』
- エリック・クリスチャン・オルセン & デレク・リチャードソン - 『新 Mr.ダマー ハリーとロイド、コンビ結成!』
- ジャスティン・グアリーニ & ケリー・クラークソン - 『アメリカン・スター』
- アシュトン・カッチャー & ブリタニー・マーフィ - 『ジャスト・マリッジ』、もしくはタラ・リード - My Boss's Daughter
- マイク・マイヤーズ & "Thing one"もしくは"Thing two" - 『ハットしてキャット』

### 最低監督賞
- マーティン・ブレスト - 『ジーリ』
- ロバート・イスコヴ - 『アメリカン・スター』
- モート・ネイサン - 『バナナ★トリップ』
- ウォシャウスキー兄弟 - 『マトリックス・リローデッド』、『マトリックス・レボリューションズ』
- ボー・ウェルチ - 『ハットしてキャット』

### 最低脚本賞
- 『ハットしてキャット』 - アレック・バーグ、デイヴィッド・マンデル、ジェフ・シェファー
- 『チャーリーズ・エンジェル フルスロットル』 - ジョン・オーガスト、コーマック・ウェブレイ、マリアン・ウェブレイ
- 『新 Mr.ダマー ハリーとロイド、コンビ結成!』 - ロバート・ブレナー、トロイ・ミラー
- 『アメリカン・スター』 - キム・フラー
- 『ジーリ』 - マーティン・ブレスト

### 最低リメイク及び続編賞
- 『ワイルドスピードX2』
- 『チャーリーズ・エンジェル フルスロットル』
- 『新 Mr.ダマー ハリーとロイド、コンビ結成!』
- 『アメリカン・スター』
- 『テキサス・チェーンソー』

### コンセプトが全てで中身空っぽ賞
- 『ワイルドスピードX2』
- 『ハットしてキャット』
- 『チャーリーズ・エンジェル フルスロットル』
- 『アメリカン・スター』
- The Real Cancun

### 審査員特別賞
- トラヴィス・ペインに課せられた卓越した振り付けに対して - 『アメリカン・スター』